# Anthicus militaris
Anthicus militaris är en skalbaggsart som beskrevs av Thomas Casey 1895. Anthicus militaris ingår i släktet Anthicus och familjen kvickbaggar. Inga underarter finns listade i Catalogue of Life.